# مقاطعة غرينلي (أريزونا)
مقاطعة غرينلي (بالإنجليزية: Greenlee County)‏ هي إحدى مقاطعات ولاية أريزونا في الولايات المتحدة الأمريكية.